# Szoszurim kogurjói király
Szoszurim (Sosurim) vagy Szohedzsurju (Sohaejuryu) (? – 384) az ókori Kogurjo (Goguryeo) állam tizenhetedik királya volt.

## Élete
Kogugvon (Gogugwon) király fiaként született Ko Gubu (Go Gu-bu) (고구부, 高丘夫) néven és 355-ben lett koronaherceg.
371-ben Pekcse (Baekje) királya, Kuncshogo (Gunchogo) kifosztotta Phjongjang (Pyeongyang)ot és megölte Kogugvon (Gogukwon) királyt. Az őt a trónon követő fia más politikát folytatott, elfogadta a buddhizmust, akadémiát hozott létre a konfucianizmus tanítására, új jogi alapokra helyezte a közigazgatást a fejlettebb kínai mintát követve, és megreformálta a hadsereget, ezzel megteremtve a későbbi hódításokhoz szükséges állami stabilitást. 375-ben és 377-ben megtámadta a szomszédos Pekcsét (Baekjét), 378-ban pedig a kitajok támadását verte vissza. 384-ben hunyt el, a trónon az öccse követte.